# Elezioni parlamentari in Croazia del 2003
Le elezioni parlamentari in Croazia del 2003 si tennero il 23 novembre per il rinnovo del Sabor. In seguito all'esito elettorale, Ivo Sanader, espressione dell'Unione Democratica Croata, divenne Presidente del Governo.

## Risultati
| Liste                                                                                      | Voti                                         | %     | Seggi |
| ------------------------------------------------------------------------------------------ | -------------------------------------------- | ----- | ----- |
| Unione Democratica Croata (HDZ)                                                            | 840.692                                      | 33,91 | 66    |
| Coalizione SDP • SDP • SDP - LIBRA • SDP - IDS • SDP - LS • SDP - LIBRA - LS               | 560.593 204.013 143.948 95.144 58.202 59.286 | 22,61 | 43    |
| Coalizione HNS • HNS • HNS - PGS • HNS - SBHS                                              | 198.781 129.833 46.864 22.084                | 8,02  | 11    |
| Partito Contadino Croato (HSS)                                                             | 177.359                                      | 7,15  | 9     |
| Coalizione HSP • HSP • HSP - ZDS • HSP - ZDS - MS                                          | 158.073 131.929 17.831 8.313                 | 6,38  | 8     |
| Partito Social-Liberale Croato (HSLS) - Centro Democratico (DC)                            | 100.335                                      | 4,05  | 3     |
| Partito Croato dei Pensionati (HSU)                                                        | 98.537                                       | 3,97  | 3     |
| Blocco Croato (HB) - Vera Rinascita Croata (HIP)                                           | 37.954                                       | 1,53  | -     |
| Liste di centro • HGSS - HKDS • HD • HDRS • HGSS - HKDS - HD • HD - HDRS • HD - HDRS - JHS | 26.281 7.909 4.155 1.354 3.486 3.749 5.628   | 1,06  | -     |
| Coalizione HDSS • HDSS • HDSS - HDC - DPS                                                  | 23.787 13.448 10.339                         | 0,96  | 1     |
| HČSP - HKDU                                                                                | 23.547                                       | 0,95  | -     |
| Partito Croato dei Diritti 1861 (HSP 1861)                                                 | 18.875                                       | 0,76  | -     |
| SNA - SND - ZS                                                                             | 16.401                                       | 0,66  | -     |
| Terzo Blocco Croato (THB)                                                                  | 15.591                                       | 0,63  | -     |
| Partito Socialista del Lavoro di Croazia (SRP)                                             | 15.515                                       | 0,63  | -     |
| Verdi di Croazia (ZH)                                                                      | 15.090                                       | 0,61  | -     |
| Unione Social Democratica - Potere Popolare (DSU-SN)                                       | 10.664                                       | 0,43  | -     |
| Azione Socialdemocratica di Croazia (ASH)                                                  | 8.123                                        | 0,33  | -     |
| Partito della Gente Croata (HPS)                                                           | 8.048                                        | 0,32  | -     |
| Partito della Difesa Croata (SHB)                                                          | 6.280                                        | 0,25  | -     |
| Foro Democratico Istriano (IDF-FDI)                                                        | 5.685                                        | 0,23  | -     |
| Altre liste <5.000 voti                                                                    | 44.429                                       | 1,79  | -     |
| Lista Indipendente - Boris Mikšić                                                          | 9.918                                        | 0,40  | -     |
| Lista Indipendente - Đula Rušinović-Sunara                                                 | 8.126                                        | 0,33  | -     |
| Lista Indipendente - Vlado Zec                                                             | 7.180                                        | 0,29  | -     |
| Altri liste indipendenti <7.000 voti                                                       | 43.013                                       | 1,74  | -     |
| Minoranze nazionali                                                                        | -                                            | -     | 8     |
| Totale                                                                                     | 2.478.967                                    |       | 152   |

- Gli 8 seggi spettanti alle minoranze nazionali sono così ripartiti: 3 Partito Democratico Indipendente Serbo (SDSS); 1 Unione Democratica degli Ungheresi di Croazia (DZMH); 1 Minoranza italian; 1 Partito Contadino Croato (HSS); 1 Unione del Popolo Tedesco - Associazioni Nazionali degli Svevi del Danubio in Croazia - Osijek NNZ-ZUPŠH; 1 Partito dell'Azione Democratica Croata (SDAH.

### Risultati per distretto
| Distretto | HDZ     | SDP     | HNS     | HSS     | HSP     | HSLS-DC | HSU    | HB-HIP | HDSS   | HČSP-HKDU | HSP 1861 | SNA    | THB    | SRP    | ZH     | DSU-SN | ASH   | HPS   | HGSS-HKDS | SHB   | Totale    |
| --------- | ------- | ------- | ------- | ------- | ------- | ------- | ------ | ------ | ------ | --------- | -------- | ------ | ------ | ------ | ------ | ------ | ----- | ----- | --------- | ----- | --------- |
| 1         | 64.919  | 74.208  | 27.031  | 10.211  | 17.831  | 8.607   | 11.076 | 4.267  |        | 1.333     | 2.460    | 2.600  | 787    | 1.618  | 2.017  | 1.089  | 1.398 | 555   | 710       | 669   | 250.408   |
| 2         | 82.030  | 53.928  | 11.952  | 35.456  | 16.658  | 15.342  | 10.300 | 3.102  | 3.653  | 1.255     | 3.004    | 1.407  | 1.006  | 1.465  | 1.458  | 1.464  | 930   | 837   |           | 581   | 255.236   |
| 3         | 61.955  | 51.512  | 36.869  | 21.357  | 8.313   | 14.399  | 14.767 | 1.052  | 13.448 | 1.036     | 1.684    | 2.226  | 935    | 692    |        | 887    |       | 411   | 953       | 470   | 240.413   |
| 4         | 74.900  | 38.508  | 13.561  | 17.820  | 18.972  | 9.477   | 11.895 | 1.692  | 2.939  | 966       | 1.447    |        | 907    | 1.078  | 1.778  | 1.020  |       | 1.004 |           | 603   | 209.670   |
| 5         | 88.247  | 31.659  | 8.523   | 19.726  | 14.183  | 10.769  | 7.051  | 3.899  | 1.924  | 1.766     | 1.599    | 1.095  | 753    | 1.154  | 1.016  | 681    | 581   | 1.812 | 826       | 612   | 214.327   |
| 6         | 73.578  | 58.202  | 19.174  | 16.678  | 19.545  | 8.050   | 6.850  | 2.974  |        | 1.257     | 2.225    | 2.235  | 1.053  | 1.888  | 1.737  | 1.334  | 1.173 | 1.183 | 1.043     | 904   | 229.359   |
| 7         | 84.943  | 60.107  | 20.003  | 18.340  | 20.570  | 9.613   | 10.445 | 2.371  | 1.823  | 1.685     | 2.215    | 2.320  | 1.940  | 1.593  | 2.390  | 1.336  | 1.087 | 759   | 996       | 739   | 257.539   |
| 8         | 43.384  | 95.144  | 26.861  | 7.004   | 8.382   | 6.495   | 11.869 | 1.218  |        |           | 1.389    | 3.287  | 4.787  | 3.290  | 1.827  | 1.179  | 938   | 452   | 721       | 399   | 233.670   |
| 9         | 121.078 | 38.039  | 15.081  | 12.888  | 14.372  | 8.074   | 6.533  | 4.135  |        | 5.618     | 1.293    | 1.231  | 877    | 1.220  | 926    | 803    | 712   | 509   | 1.758     | 561   | 249.332   |
| 10        | 105.469 | 59.286  | 19.726  | 15.480  | 16.762  | 8.641   | 7.513  | 6.461  |        | 6.454     | 1.301    |        | 2.452  | 1.517  | 1.941  | 621    | 1.304 | 420   | 654       | 742   | 269.286   |
| 11 (Est.) | 40.189  |         |         | 2.399   | 2.485   | 868     | 238    | 6.783  |        | 2.177     | 258      |        | 94     |        |        | 250    |       | 106   | 248       |       | 69.727    |
| Totale    | 840.692 | 560.593 | 198.781 | 177.359 | 158.073 | 100.335 | 98.537 | 37.954 | 23.787 | 23.547    | 18.875   | 16.401 | 15.591 | 15.515 | 15.090 | 10.664 | 8.123 | 8.048 | 7.909     | 6.280 | 2.478.967 |

- HDSS: presente con HCSP-HKDU nel distretto n. 8 (1.085 voti)
- HGSS-HKDS: in liste concorrenti nel distretto n. 9 (rispettivamente, 760 e 998 voti).